# Club Atlético de Madrid 2004-2005
Questa voce raccoglie le informazioni riguardanti il Club Atlético de Madrid nelle competizioni ufficiali della stagione 2004-2005.

## Stagione
Nella stagione 2004-2005 i Colchoneros, allenati da César Ferrando, non vanno oltre l'undicesimo posto in campionato. In Coppa del Re l'Atlético Madrid arriva fino in semifinale, dove però perde il doppio confronto con l'Osasuna. Il cammino in Coppa Intertoto finisce in finale, contro i connazionali del Villarreal, perdendo ai rigori dopo il doppio 2-0.

## Maglie e sponsor
| Manica sinistra · Manica sinistra · Maglietta · Maglietta · Manica destra · Manica destra · Pantaloncini · Pantaloncini · Calzettoni · Calzettoni | Manica sinistra · Manica sinistra · Maglietta · Maglietta · Manica destra · Manica destra · Pantaloncini · Pantaloncini · Calzettoni · Calzettoni |

## Rosa
| N. |                      | Ruolo | Calciatore                   |
| -- | -------------------- | ----- | ---------------------------- |
| 2  | Spagna (bandiera)    | D     | Juan Velasco Damas           |
| 3  | Spagna (bandiera)    | D     | Antonio López                |
| 4  | Spagna (bandiera)    | C     | Gonzalo Colsa                |
| 5  | Spagna (bandiera)    | D     | José Antonio García Calvo    |
| 6  | Spagna (bandiera)    | C     | José Ignacio Zahínos         |
| 7  | Uruguay (bandiera)   | C     | Marcelo Sosa                 |
| 8  | Uruguay (bandiera)   | A     | Richard Núñez                |
| 9  | Spagna (bandiera)    | A     | Fernando Torres              |
| 10 | Spagna (bandiera)    | A     | Jorge Larena-Avellaneda Roig |
| 11 | Danimarca (bandiera) | C     | Jesper Grønkjær              |
| 12 | Spagna (bandiera)    | D     | Sergi Barjuan                |
| 14 | Argentina (bandiera) | C     | Diego Simeone                |

| N. |                      | Ruolo | Calciatore             |
| -- | -------------------- | ----- | ---------------------- |
| 15 | Spagna (bandiera)    | D     | Carlos Aguilera Martín |
| 17 | Spagna (bandiera)    | C     | Nano                   |
| 18 | Spagna (bandiera)    | C     | Ariel Ibagaza          |
| 19 | Spagna (bandiera)    | A     | Salvador Ballesta      |
| 20 | Serbia (bandiera)    | D     | Veljko Paunović        |
| 21 | Colombia (bandiera)  | D     | Luis Perea             |
| 22 | Spagna (bandiera)    | D     | Pablo Ibáñez           |
| 23 | Francia (bandiera)   | C     | Peter Luccin           |
| 24 | Spagna (bandiera)    | C     | Álvaro Novo            |
| 25 | Argentina (bandiera) | P     | Leo Franco             |
| 27 | Spagna (bandiera)    | P     | Iván Cuéllar           |
| 28 | Spagna (bandiera)    | A     | Braulio Nóbrega        |

### Giocatori ceduti a stagione in corso
| N. |                   | Ruolo | Calciatore     |
| -- | ----------------- | ----- | -------------- |
| 6  | Spagna (bandiera) | D     | Santiago Denia |

| N. |                        | Ruolo | Calciatore   |
| -- | ---------------------- | ----- | ------------ |
| 8  | Paesi Bassi (bandiera) | C     | Kiki Musampa |

## Risultati

### Primera División

#### Girone di andata
| Arbitro: | Iturralde González |

|                                    |           |  |
| Calatayud 44’ (aut.) F. Torres 49’ | Marcatori |  |

| Arbitro: | Medina Cantalejo |

|  |           |                           |
|  | Marcatori | 85’ F. Torres 89’ Ibagaza |

| Arbitro: | Daudén Ibáñez |

|               |           |                     |
| F. Torres 48’ | Marcatori | 21’ van Bronckhorst |

| Arbitro: | Pérez Lasa |

|                   |           |  |
| Rivera 19’ (rig.) | Marcatori |  |

| Arbitro: | Losantos Omar |

|           |           |  |
| Salva 42’ | Marcatori |  |

| Arbitro: | Puentes Leira |

|               |           |  |
| Kovačević 40’ | Marcatori |  |

| Arbitro: | Rodríguez Santiago |

|               |           |  |
| F. Torres 10’ | Marcatori |  |

| Arbitro: | Carmona Méndez |

|                             |           |           |
| A. Ocio 10’ J. Baptista 52’ | Marcatori | 90’ Pablo |

| Arbitro: | Fernández Borbalán |

|            |           |               |
| Angulo 64’ | Marcatori | 78’ F. Torres |

| Arbitro: | Lizondo Cortés |

|           |           |          |
| Salva 82’ | Marcatori | 2’ Sávio |

| Arbitro: | Pino Zamorano |

|            |           |           |
| Arango 64’ | Marcatori | 83’ Colsa |

| Arbitro: | González Vázquez |

|                         |           |  |
| Pablo 51’ F. Torres 77’ | Marcatori |  |

| Arbitro: | Medina Cantalejo |

|               |           |                   |
| Dani 53’, 75’ | Marcatori | 55’ (aut.) Kameni |

| Arbitro: | Teixeira Vitienes |

|                                   |           |                       |
| F. Torres 15’ Salva 30’ Colsa 55’ | Marcatori | 45’ Valdo 73’ Morales |

| Arbitro: | Turienzo Álvarez |

|               |           |  |
| del Horno 46’ | Marcatori |  |

| Arbitro: | Moreno Delgado |

|              |           |  |
| A. López 28’ | Marcatori |  |

| Arbitro: | Iturralde González |

|            |           |  |
| Joaquín 7’ | Marcatori |  |

| Arbitro: | Pérez Burrull |

|  |           |                             |
|  | Marcatori | 14’, 84’ Ronaldo 81’ Solari |

| Arbitro: | Ramírez Domínguez |

|            |           |               |
| Pachón 63’ | Marcatori | 36’ J. Larena |

#### Girone di ritorno
| Arbitro: | Rodríguez Santiago |

|                  |           |  |
| J. Rodríguez 82’ | Marcatori |  |

| Arbitro: | Puentes Leira |

|                                            |           |               |
| F. Torres 19’ (rig.) Ibagaza 28’ Pablo 44’ | Marcatori | 11’ Francisco |

| Arbitro: | Mejuto González |

|  |           |                            |
|  | Marcatori | 1’, 90+4’ (rig.) F. Torres |

| Madrid 13 febbraio 2005 23ª giornata | Atlético Madrid | 0 – 0 referto | Levante | Vicente Calderón (55 000 spett.)\| Arbitro: \| Muñiz Fernández \| |
| Arbitro:                             | Muñiz Fernández |               |         |                                                                   |

| Arbitro: | Pérez Lasa |

|                                       |           |                    |
| Forlán 61’ Perea 82’ (aut.) Sorín 90’ | Marcatori | 26’, 38’ F. Torres |

| Arbitro: | Medina Cantalejo |

|              |           |  |
| A. López 26’ | Marcatori |  |

| Arbitro: | Lizondo Cortés |

|                         |           |                      |
| Regueiro 39’ Aganzo 51’ | Marcatori | 12’ (rig.) F. Torres |

| Arbitro: | Moreno Delgado |

|                                      |           |  |
| Salva 15’ F. Torres 38’ A. López 42’ | Marcatori |  |

| Arbitro: | Iturralde González |

|               |           |  |
| F. Torres 12’ | Marcatori |  |

| Saragozza 20 marzo 2005 29ª giornata | Real Saragozza     | 0 – 0 referto | Atlético Madrid | La Romareda (32 000 spett.)\| Arbitro: \| Fernández Borbalán \| |
| Arbitro:                             | Fernández Borbalán |               |                 |                                                                 |

| Arbitro: | González Vázquez |

|                                               |           |  |
| Colsa 25’ F. Torres 59’ (rig.) Salva 84’, 87’ | Marcatori |  |

| Arbitro: | Puentes Leira |

|           |           |  |
| Toché 87’ | Marcatori |  |

| Madrid 16 aprile 2005 32ª giornata | Atlético Madrid  | 0 – 0 referto | Espanyol | Vicente Calderón (45 000 spett.)\| Arbitro: \| Turienzo Álvarez \| |
| Arbitro:                           | Turienzo Álvarez |               |          |                                                                    |

| Arbitro: | Pérez Burrull |

|           |           |  |
| Aloisi 4’ | Marcatori |  |

| Arbitro: | Undiano Mallenco |

|           |           |                |
| Colsa 78’ | Marcatori | 66’ Etxeberria |

| Arbitro: | Daudén Ibáñez |

|                                 |           |  |
| Luccin 54’ (aut.) Capdevila 82’ | Marcatori |  |

| Arbitro: | Mejuto González |

|                  |           |                          |
| Melli 53’ (aut.) | Marcatori | 16’, 38’ (rig.) Oliveira |

| Madrid 21 maggio 2005 37ª giornata | Real Madrid     | 0 – 0 referto | Atlético Madrid | Santiago Bernabéu (75 000 spett.)\| Arbitro: \| Muñiz Fernández \| |
| Arbitro:                           | Muñiz Fernández |               |                 |                                                                    |

| Arbitro: | Losantos Omar |

|                   |           |                                   |
| R. Núñez 46’, 90’ | Marcatori | 22’ (rig.) Cubillo 55’ Craioveanu |

### Coppa del Re
| Arbitro: | Teixeira Vitienes |

|  |           |                                 |
|  | Marcatori | 4’ F. Torres 43’ Salva 54’ Nano |

| Arbitro: | Undiano Mallenco |

|  |           |                   |
|  | Marcatori | 104’ García Calvo |

| Arbitro: | Fernández Borbalán |

|               |           |                                         |
| Alexandre 63’ | Marcatori | 44’ Antonio López 80’ Pablo 86’ Braulio |

| Soria 2 febbraio 2005 Quarti di finale – Andata | Numancia      | 0 – 0 referto | Atlético Madrid | Los Pajaritos (5 137 spett.)\| Arbitro: \| Pérez Burrull \| |
| Arbitro:                                        | Pérez Burrull |               |                 |                                                             |

| Arbitro: | Carmona Méndez |

|                      |           |  |
| F. Torres 66’ (rig.) | Marcatori |  |

| Arbitro: | Rodríguez Santiago |

|           |           |  |
| Valdo 27’ | Marcatori |  |

| Madrid 12 maggio 2005 Semifinale – Ritorno | Atlético Madrid  | 0 – 0 referto | Osasuna | Vicente Calderón (54 000 spett.)\| Arbitro: \| Medina Cantalejo \| |
| Arbitro:                                   | Medina Cantalejo |               |         |                                                                    |

### Coppa Intertoto
| Arbitro: | Rodomonti |

|                |           |                                              |
| Švach 51’, 88’ | Marcatori | 2’ Álvaro Novo 71’, 84’ Paunović 82’ Musampa |

| Arbitro: | Keßler |

|  |           |                     |
|  | Marcatori | 11’ Malár 70’ Kroča |

| Arbitro: | Ivanov |

|           |           |                                              |
| Simić 53’ | Marcatori | 18’ Ibagaza 40’ (rig.) F. Torres 66’ Simeone |

| Arbitro: | Leuba |

|                           |           |  |
| F. Torres 9’ Aguilera 50’ | Marcatori |  |

| Arbitro: | Layec |

|                       |           |  |
| Roger 53’ Gonzalo 77’ | Marcatori |  |

| Arbitro: | Hriňák |

|                                           |                      |                                |
| Ibagaza 46’ García Calvo 50’              | Marcatori            |                                |
| García Calvo Sergi Barjuan Nano Arizmendi | Tiri di rigore 1 – 3 | Sonny Anderson Víctor Riquelme |

## Statistiche

### Statistiche di squadra
| Competizione     | Punti | Totale | Totale | Totale | Totale | Totale | Totale | DR  |
| Competizione     | Punti | G      | V      | N      | P      | Gf     | Gs     | DR  |
| ---------------- | ----- | ------ | ------ | ------ | ------ | ------ | ------ | --- |
| Primera División | 50    | 38     | 13     | 11     | 14     | 40     | 34     | +6  |
| Coppa del Re     | -     | 8      | 5      | 2      | 1      | 10     | 2      | +8  |
| Coppa Intertoto  | -     | 6      | 4      | 0      | 2      | 11     | 7      | +4  |
| Totale           | 50    | 52     | 22     | 13     | 18     | 61     | 43     | +18 |